# U.S. Men's Clay Court Championships 2010
Lo U.S. Men's Clay Court Championships 2010 è stato un torneo di tennis giocato su campi sulla terra rossa. È stata la 100ª edizione dello U.S. Men's Clay Court Championships, che fa parte della categoria ATP World Tour 250 series nell'ambito dell'ATP World Tour 2010. Si è giocato al River Oaks Country Club a Houston negli Stati Uniti, dal 5 all'11 aprile 2010.

## Partecipanti

### Teste di serie
| Giocatore         | Nazionalità | Ranking* | Testa di Serie |
| ----------------- | ----------- | -------- | -------------- |
| Fernando González | Cile        | 11       | 1              |
| John Isner        | Stati Uniti | 21       | 2              |
| Sam Querrey       | Stati Uniti | 25       | 3              |
| Lleyton Hewitt    | Australia   | 27       | 4              |
| Evgenij Korolëv   | Kazakistan  | 56       | 5              |
| Horacio Zeballos  | Argentina   | 58       | 6              |
| Eduardo Schwank   | Argentina   | 64       | 7              |
| Michael Russell   | Stati Uniti | 68       | 8              |

- Ranking del 22 marzo 2010.

### Altri partecipanti
I seguenti giocatori hanno ricevuto una wild-card per il tabellone principale:
- Lleyton Hewitt
- Jerzy Janowicz
- Donald Young

I seguenti giocatori sono entrati nel tabellone principale passando dalle qualificazioni:

- Kevin Anderson
- Nick Lindahl
- Conor Niland
- Ryan Sweeting

## Campioni

### Singolare maschile
Juan Ignacio Chela ha battuto in finale  Sam Querrey  5–7, 6–4, 6–3.
- È stato il 1º titolo dell'anno per Chela il 5º della sua carriera.

### Doppio maschile
Bob Bryan /  Mike Bryan hanno battuto in finale  Stephen Huss /  Wesley Moodie  6–3, 7–5.